# Clara Haskil
Clara Haskil (Bucareste, 7 de janeiro de 1895 — Bruxelas, 7 de janeiro de 1960) foi uma pianista clássica romena, radicada na Suíça.

## Biografia
Reconhecida como intérprete do repertório do classicismo e do início do romantismo, Haskil é especialmente conhecida por suas apresentações e gravações do compositor austríaco Mozart. É considerada por muitos, a intérprete mais importante de Mozart em seu tempo. Também foi conhecida como uma magnífica intérprete de Beethoven, Schumann, e Scarlatti. Haskil também colaborou com músicos famosos, como Georges Enescu, Eugène Ysaÿe, Pau Casals, Joseph Szigeti, Géza Anda, Isaac Stern e Arthur Grumiaux, com quem realizou seu último concerto. Tocou como solista sob a batuta de maestros muito importantes, como Stokowski, Karajan, Beecham, Solti, Barbirolli, Boult, Jochum, Sawallisch, Kempe, Szell, Celibidache, Klemperer, Hans Rosbaud, Monteux, Cluytens, Paray, Markevitch, Giulini, Ansermet, Münch, Kubelik, Fricsay, Inghelbrecht, entre outros. 
Haskil nasceu numa família judia sefardita em Bucareste, Roménia e estudou em Viena com Richard Robert (cujos alunos incluem Rudolf Serkin e George Szell) e com Ferruccio Busoni. Mudou-se para Paris quando tinha apenas dez anos, onde ela começou a estudar com Joseph Morpain (aluno de Gabriel Fauré). Em seguida, ela entrou para o Conservatório Nacional Superior de Música e Dança de Paris, para estudar com Alfred Cortot, embora a maioria da sua instrução recebeu de Lazare Lévy e Mme Letarse-Giraud. Graduou-se aos quinze anos com o Premier Prix em piano e violino. Após graduar-se, Haskil começou uma excursão pela Europa, no entanto a sua carreira foi interrompida por uma das inúmeras doenças físicas que sofreu ao longo da vida. As frequentes doenças que sofria, junto com o intenso medo do palco que enfrentou em 1920, fez com que sua situação económica se agravasse. Na maior parte da sua vida, Haskil se encontrou em extrema pobreza. Após a Segunda Guerra Mundial, durante uma série de concertos nos Países Baixos em 1949, Haskil começou a ganhar fama que merecia. 
Como pianista, suas interpretações foram caracterizadas por tons puros e fraseados, provenientes da sua aptidão como violinista. Transparência e delicada inspiração foram outras características do seu estilo.
Haskil faleceu em 1960, por causa dos ferimentos sofridos de uma queda numa estação de comboio em Bruxelas, quando ela se preparava para viajar com Arthur Grumiaux, para um concerto no dia seguinte.

## Prémio Clara Haskil
O Concurso Internacional de Piano Clara Haskil é realizado a cada dois anos em sua memória. Na brochura está escrito: "O Concurso Internacional de Piano Clara Haskil foi fundado em 1963 para honrar e perpetuar a memória da incomparável pianista suíça, de origem romena, que nasceu em Bucareste no ano de 1895. Realiza-se a cada dois anos em Vevey, Suíça, onde Clara Haskil residiu entre 1942 até sua morte em Bruxelas em 1960. Uma rua em Vevey leva seu nome. O concurso recebe jovens pianistas de todo o mundo, que buscam o ideal musical que Clara Haskil inspirou e que sempre será um exemplo."